# Ozero Ljuchovo
Ozero Ljuchovo (ryska: Озеро Люхово) är en sjö i Belarus.   Den ligger i voblasten Vitsebsks voblast, i den norra delen av landet, 190 km norr om huvudstaden Minsk. Ozero Ljuchovo ligger 134 meter över havet. Arean är 0,35 kvadratkilometer. Den sträcker sig 1,3 kilometer i nord-sydlig riktning, och 0,8 kilometer i öst-västlig riktning.
I omgivningarna runt Ozero Ljuchovo växer i huvudsak blandskog. Runt Ozero Ljuchovo är det ganska tätbefolkat, med 72 invånare per kvadratkilometer.